# Pomacentrus bankanensis
Pomacentrus bankanensis és una espècie de peix de la família dels pomacèntrids i de l'ordre dels perciformes.

## Morfologia
Els mascles poden assolir els 9 cm de longitud total.

## Distribució geogràfica
Es troba des de l'Illa Christmas, a l'est de l'Índic, fins a Fidji, el sud del Japó, Nova Caledònia i Tonga.